# 特伦托与的里雅斯特广场

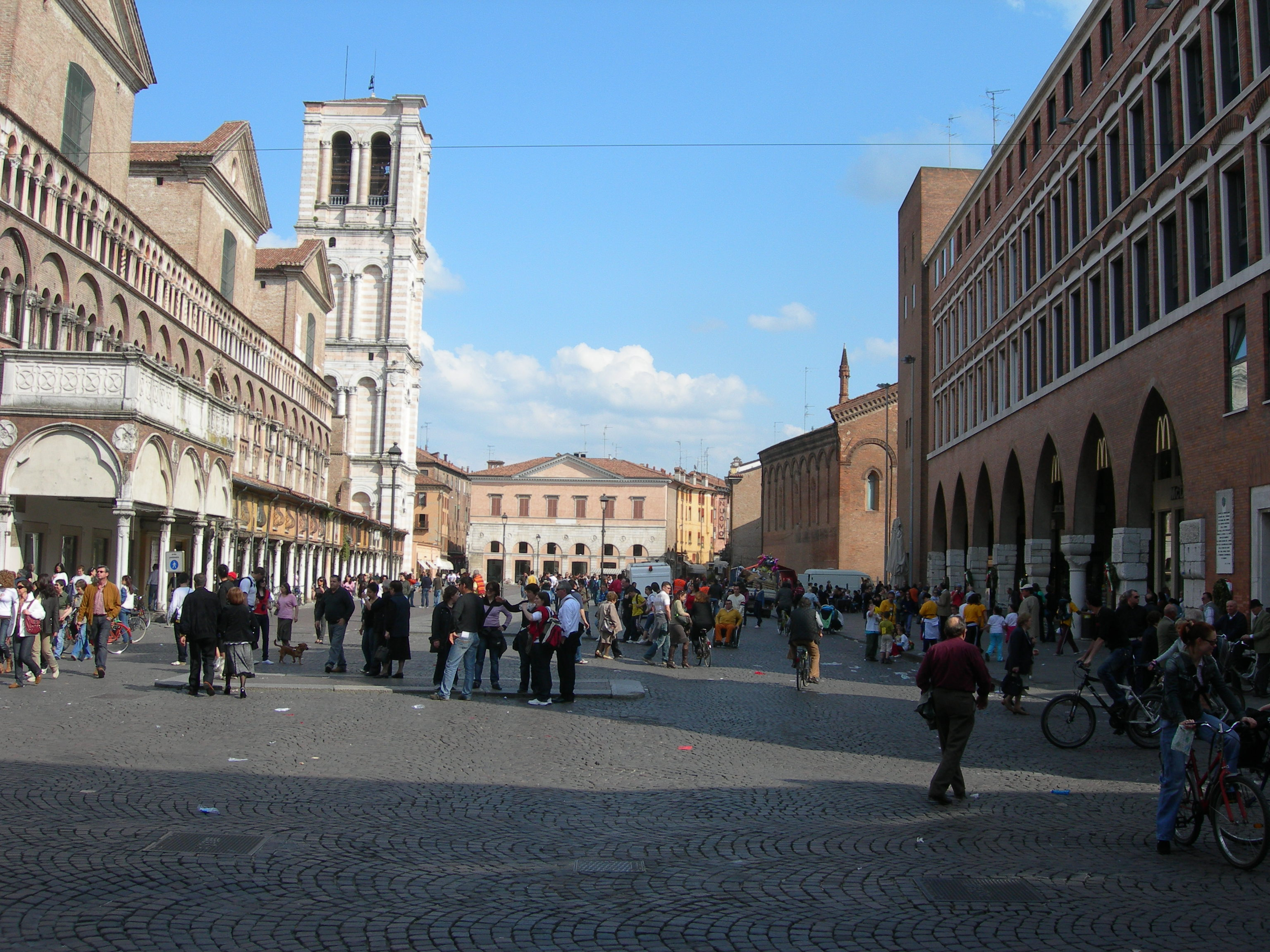

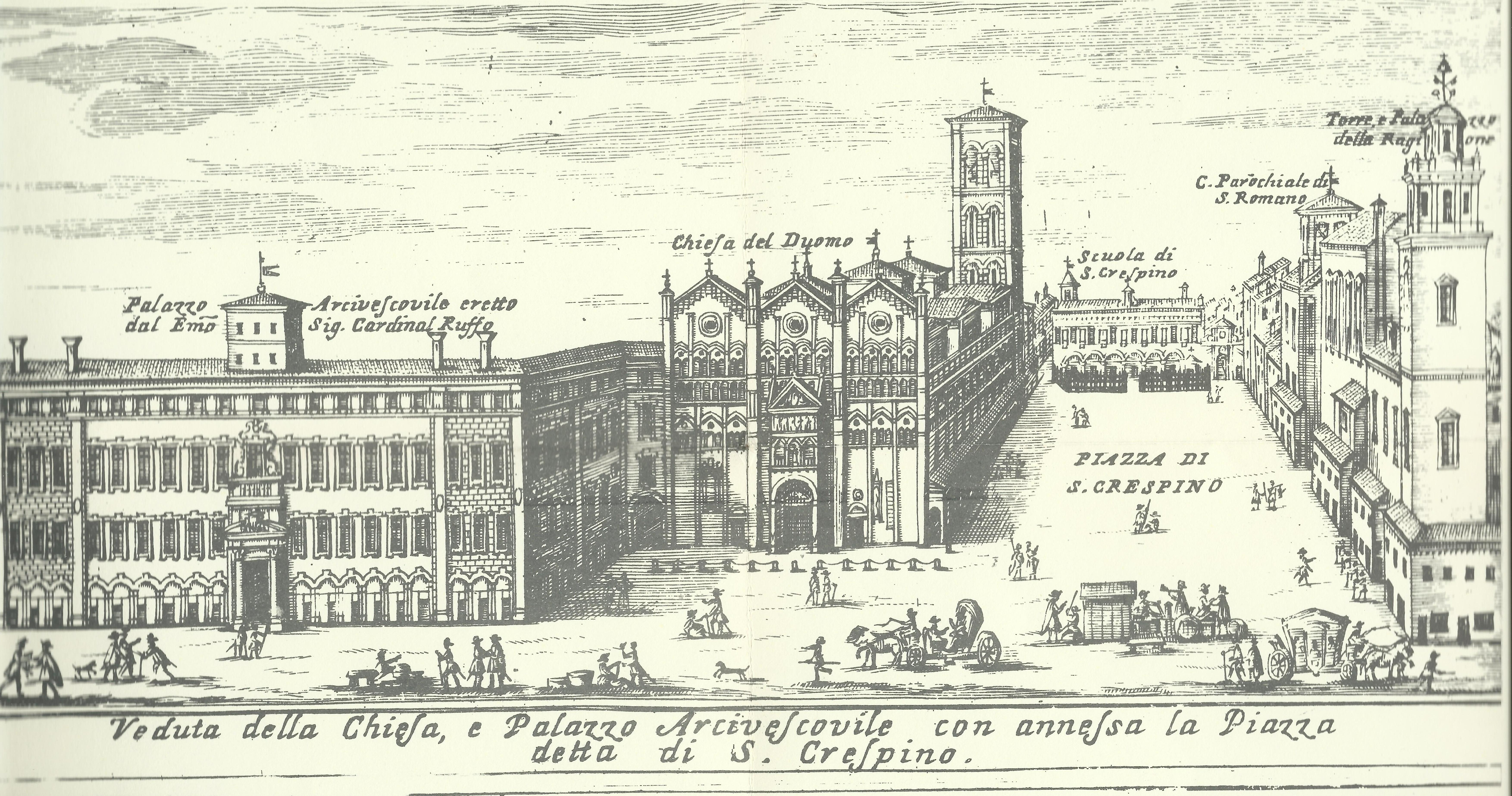

特伦托与的里雅斯特广场（義大利語：Piazza Trento e Trieste）是意大利费拉拉市中心的一个矩形广场，三面封闭。
广场开辟于中世纪修建费拉拉主教座堂之际。广场周围集中了众多的老建筑：Palazzo di San Crispino,palazzo della Ragione 和Torre della Vittoria。

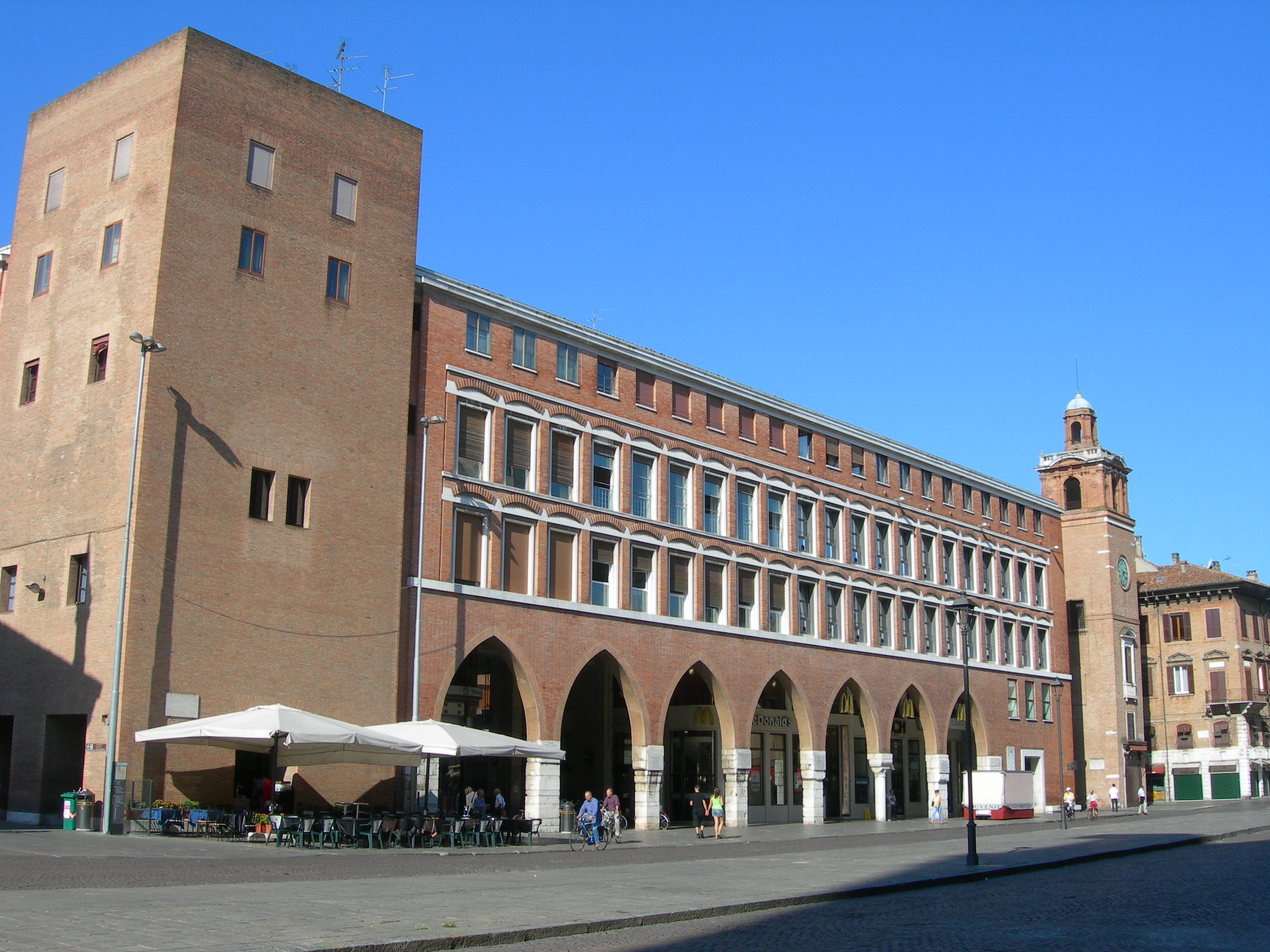
Palazzo della Ragione
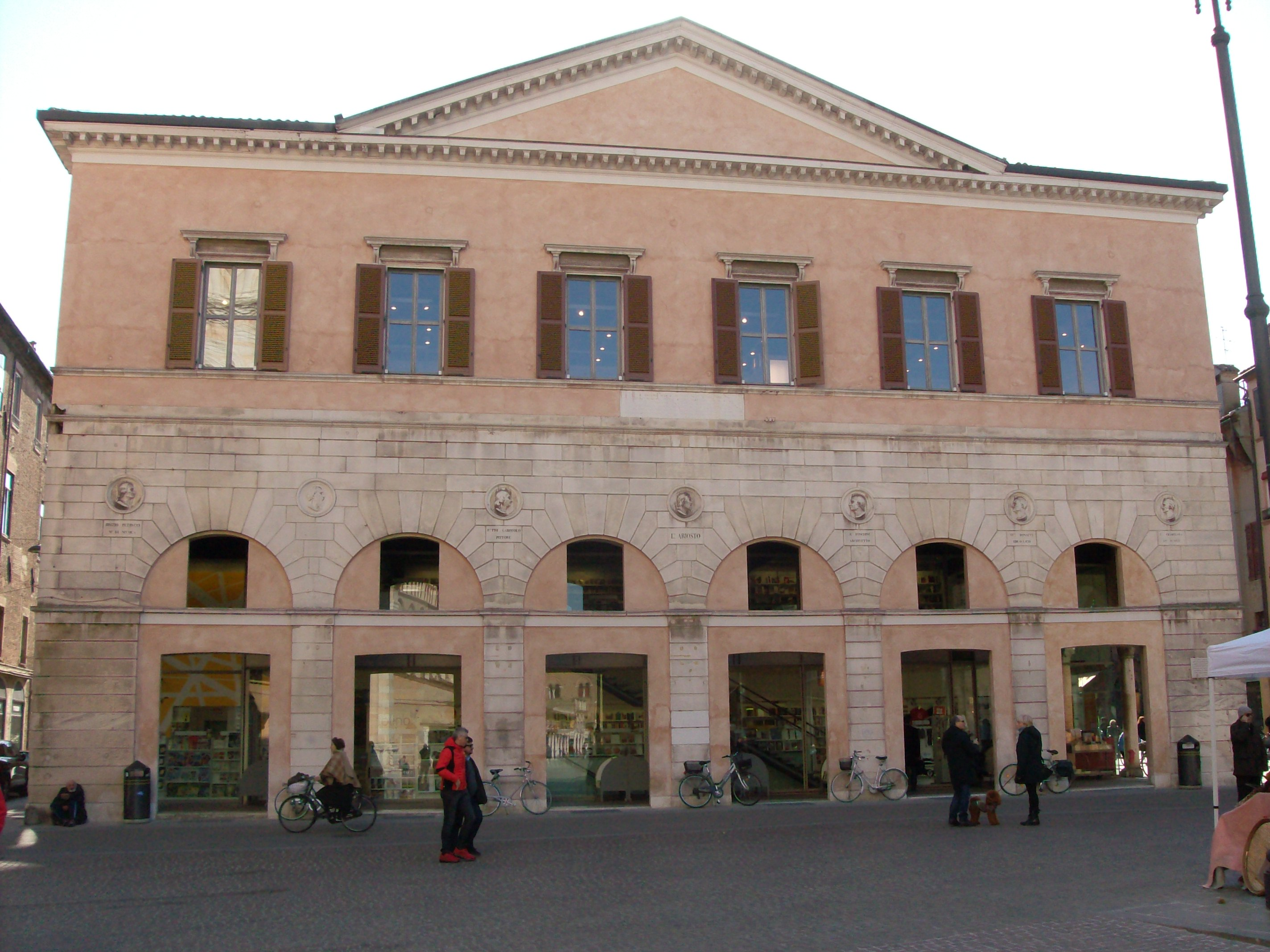
Oratorio San Crispino